# Pád (seriál)
Pád (v anglickém originále The Fall) je britsko-irský detektivní televizní seriál, který byl vysílán v letech 2013–2016.

## Popis
Seriál vznikl jako minisérie televizní stanice BBC (BBC Northern Ireland ve spolupráci s irskou RTÉ One a německou televizí ZDF), režíroval jej Jakob Verbruggen (1. série) a autor scénáře a konceptu Allan Cubitt (2. a 3. série). Cubitt původně počítal s tím, že první a druhá série budou součástí jedné, následně však s producenty ze stanice BBC došel k domuvě, že bude rozdělena na dvě části.

## Příběh
Seržantka vyšetřovatelka Stella Gibson (Gillian Anderson) je povolána z Londýna do Belfastu k Police Service of Northern Ireland (PSNI), aby vyšetřila spletitý případ vraždy architektky. Gibsonová prokáže, že se jedná o případ sériového vraha, která pravděpodobně bude útočit znovu. Gibsonová se ocitne na stopě elitního BTK (bind, torture, kill) sériového vraha Johna Spectora (Jamie Dornan). Jeho dopadení je stejně složité, jako vyrovnání se s vlastními běsy a touhami.